# Crazy (Gnarls Barkley)
Crazy is een single van Gnarls Barkley uit 2006, afkomstig van het album St. Elsewhere. Crazy werd een wereldwijde hit en stond onder andere in Canada, Ierland, Nieuw-Zeeland en Groot-Brittannië op nummer 1 in de hitlijsten. De videoclip van Crazy is geregisseerd door Robert Hales.

## Tracklist
1. "Crazy"
2. "Just A Thought" (Edit)

## Covers
- Nelly Furtado maakte voor Radio 1 Live Lounge een cover van Crazy, die als B-side op haar single Promiscuous verscheen. Daarnaast hebben onder andere Alice Russell en Ray Lamontagne het nummer gecoverd.
- Voor Zero Requests op 3FM hebben Nathalie Makoma, Krezip, Wouter Hamel, King Jack, Beef, Boris Titulaer, Nikki Kerkhof, Jasper Erkens, Kyteman en Room Eleven het nummer gecoverd op de gang bij het programma van Giel Beelen. Daarnaast was er in dit programma ook nog een carnavalsversie te horen.

## Hitnotering
| Crazy in de Nederlandse Top 40 Binnen: 6 mei 2006 | Crazy in de Nederlandse Top 40 Binnen: 6 mei 2006 | Crazy in de Nederlandse Top 40 Binnen: 6 mei 2006 | Crazy in de Nederlandse Top 40 Binnen: 6 mei 2006 | Crazy in de Nederlandse Top 40 Binnen: 6 mei 2006 | Crazy in de Nederlandse Top 40 Binnen: 6 mei 2006 | Crazy in de Nederlandse Top 40 Binnen: 6 mei 2006 | Crazy in de Nederlandse Top 40 Binnen: 6 mei 2006 | Crazy in de Nederlandse Top 40 Binnen: 6 mei 2006 | Crazy in de Nederlandse Top 40 Binnen: 6 mei 2006 | Crazy in de Nederlandse Top 40 Binnen: 6 mei 2006 | Crazy in de Nederlandse Top 40 Binnen: 6 mei 2006 | Crazy in de Nederlandse Top 40 Binnen: 6 mei 2006 | Crazy in de Nederlandse Top 40 Binnen: 6 mei 2006 | Crazy in de Nederlandse Top 40 Binnen: 6 mei 2006 | Crazy in de Nederlandse Top 40 Binnen: 6 mei 2006 | Crazy in de Nederlandse Top 40 Binnen: 6 mei 2006 | Crazy in de Nederlandse Top 40 Binnen: 6 mei 2006 | Crazy in de Nederlandse Top 40 Binnen: 6 mei 2006 | Crazy in de Nederlandse Top 40 Binnen: 6 mei 2006 | Crazy in de Nederlandse Top 40 Binnen: 6 mei 2006 | Crazy in de Nederlandse Top 40 Binnen: 6 mei 2006 | Crazy in de Nederlandse Top 40 Binnen: 6 mei 2006 | Crazy in de Nederlandse Top 40 Binnen: 6 mei 2006 | Crazy in de Nederlandse Top 40 Binnen: 6 mei 2006 | Crazy in de Nederlandse Top 40 Binnen: 6 mei 2006 |
| Week                                              | 1                                                 | 2                                                 | 3                                                 | 4                                                 | 5                                                 | 6                                                 | 7                                                 | 8                                                 | 9                                                 | 10                                                | 11                                                | 12                                                | 13                                                | 14                                                | 15                                                | 16                                                | 17                                                | 18                                                | 19                                                | 20                                                | 21                                                | 22                                                | 23                                                | 24                                                |                                                   |
| ------------------------------------------------- | ------------------------------------------------- | ------------------------------------------------- | ------------------------------------------------- | ------------------------------------------------- | ------------------------------------------------- | ------------------------------------------------- | ------------------------------------------------- | ------------------------------------------------- | ------------------------------------------------- | ------------------------------------------------- | ------------------------------------------------- | ------------------------------------------------- | ------------------------------------------------- | ------------------------------------------------- | ------------------------------------------------- | ------------------------------------------------- | ------------------------------------------------- | ------------------------------------------------- | ------------------------------------------------- | ------------------------------------------------- | ------------------------------------------------- | ------------------------------------------------- | ------------------------------------------------- | ------------------------------------------------- | ------------------------------------------------- |
| Positie                                           | 14                                                | 10                                                | 6                                                 | 5                                                 | 6                                                 | 5                                                 | 5                                                 | 6                                                 | 4                                                 | 3                                                 | 3                                                 | 3                                                 | 3                                                 | 3                                                 | 3                                                 | 4                                                 | 6                                                 | 9                                                 | 13                                                | 17                                                | 18                                                | 26                                                | 29                                                | 31                                                | uit                                               |

### NPO Radio 2 Top 2000
| Nummer met noteringen in de NPO Radio 2 Top 2000 | '09  | '10  | '11  | '12  | '13  | '14  | '15  | '16  | '17  | '18  |
| ------------------------------------------------ | ---- | ---- | ---- | ---- | ---- | ---- | ---- | ---- | ---- | ---- |
| Crazy                                            | 1811 | 1604 | 1825 | 1508 | 1462 | 1621 | 1601 | 1662 | 1766 | 1731 |

1. ↑  Een vetgedrukt getal geeft de hoogste notering aan.
2. ↑  2009 was het eerste jaar met een notering voor dit nummer.
3. ↑  Deze tabel is bijgewerkt tot en met de laatste editie (2024).